# Baktsjaur

Baktsjaur  (umesamiska: Baktjure) är en by i Arvidsjaurs kommun. Byn ligger runt en grund utdikningssjö på drygt tre kvadratkilometer, Baktsjaure, vilken rinner ut i Skattån som är ett biflöde till Skellefteälven.
Vattensystemet användes in på 1960-talet för flottning. För att magasinera vatten till flottningen byggdes i början av 1900-talet en damm vid utloppet av sjön.

## Byns namn
Namnet Baktsjaur har samiskt ursprung och har tidigare stavats Paktzjaur. Baktsjaur omnämns redan 1570 som fiskesjö för byn Klutmark i kustlandet. Byns namn lär betyda "bortom landets sjö". Alternativt betyder byns namn "varmsjö", vilket är logiskt och verklighetsnära då sjön är grund och varm vilket gynnat det historiska fisket.

## Historik
Det äldsta fyndet i byn är den stenyxa som 1931 hittades i Brännet, en gammal renvall. Dateringen är osäker men stenyxan anses vara 6000 år gammal. Baktsjaur finns upptecknat som lappskatteland från 1695 och Lappudden på sjöns norra sida kan vara det gamla huvudvistet. Den samiska närvaron i området torde gå tillbaka halvtannat årtusende. Baktsjaur ligger idag inom det område som är renbetesmark för bland annat Mausjaur sameby.
Det första nybygget insynades 1791 av kustbygdsbon Johan Persson från Hjoggböle. År 1812 timrade sig Erik Abrahamsson Fjäril ett boningshus som senare av en hantverkare vid namn Torneus försågs med vackra och ännu välbevarade schablonmålningar.
För de obligatoriska kyrkobesöken i Arvidsjaurs sockens kyrka byggde byarnas bönder bostäder för övernattning i den så kallade Bondstaden i Arvidsjaur. Baktsjaur förfogade över ett rum kallat ”Baktsjaurkammaren”.

## Arbete och näringar
Befolkningsökningen i slutet av 1800-talet ledde till ett uppsving för byn som hade ett eget tegelbruk. Tegelbruket användes 1897–1930. Baktsjaursjön dikades ut i början av 1900-talet och sänktes 2 meter för att ge mer jordbruksyta till produktionen av kreatursfoder. Byn fick både sågverk (1913) och kraftverk (1923). Befolkningen livnärde sig i huvudsak på skogsbruk med tjärbränning och kolmilor samt fiske och jordbruk. Byn Baktsjaur ligger i anslutning till Skelleftefältet där ett antal gruvor försett omkringliggande byar med arbetstillfällen.

## Natur
Två mindre nyckelbiotoper av typ naturskogsartad blandsumpskog finns vid Fjärilsmyran och en större vid norra Rismyran. Norr om byn finns ett urskogsartat bestånd av granskog. Av våtmarkerna utmärker sig Långmyran och Mäckermyran för höga naturvärden enligt Länsstyrelsens våtmarksinventering.
Norr om byn ligger Tjärnheden som är ett av landets största dödisområden. Landskapet med åsar och småsjöar är resultatet av att en del av inlandsisen här bröts loss och smälte ner.

## Sport
Baktsjaursbon Verner Lundström vann Vasaloppet sportåret 1930. I början av 2000-talet tävlade Baktsjaurättlingen PG Lundmark i Dakar-rallyt. Ytterligare en Baktsjaurättling är friidrottaren och medeldistanslöparen Staffan Lundström.